# 10月25日 (旧暦)
旧暦10月25日は旧暦10月の25日目である。六曜は仏滅である。

## できごと
- 承元元年（ユリウス暦1207年11月16日） - 建永から承元に改元
- 寛永14年（グレゴリオ暦1637年12月11日） - 島原の乱。天草・島原の農民が藩・領主の圧政、キリシタン弾圧に反抗して蜂起
- 安政5年（グレゴリオ暦1858年11月30日） - 徳川家茂、十四代将軍に就任
- 明治元年（グレゴリオ暦1868年12月8日） - 榎本武揚らが北海道・箱館の五稜郭を占領

## 誕生日
- 万暦20年（グレゴリオ暦1592年11月28日） - ホンタイジ（皇太極）[1]、清の2代皇帝（+ 1643年）
- 明治元年（グレゴリオ暦1868年12月8日） - 徳富蘆花、小説家（+ 1927年）